# Natri stannat
Natri stannat, tên goị đầy đủ là hexahydoxostannat natri (IV), là hợp chất vô cơ có công thức Na
2Sn(OH)
6. Muối này không màu, hình thành khi hòa tan thiếc hoặc thiếc(IV) oxit trong natri hydroxide và được sử dụng làm chất ổn định cho hydrogen peroxide. Trong các tài liệu cổ xưa, stannat đôi khi được thể hiện như một chất oxyanion đơn giản SnO2−
3, trong trường hợp hợp chất này đôi khi được gọi là natri stannat-3-nước và đại diện là Na
2SnO
3· 3H
2O. Các dạng khan natri stannat, Na
2SnO
3, được công nhận như là một hợp chất riêng biệt với riêng của số CAS Registry là 12058-66-1, và một bảng chỉ dẫn an toàn hóa chất riêng.

## Điều chế
Các hợp chất stannat của kim loại kiềm được điều chế bằng cách hoà tan nguyên tố thiếc trong một hydroxide kim loại thích hợp, tạo ra natri stannat bằng phản ứng:
Sn   +   2 NaOH   +   4 H2O   →   Na2[Sn(OH)6]   +   2 H2
Một phản ứng tương tự xảy ra khi thiếc dioxide được hòa tan trong base:
SnO2   +   2 NaOH   +   2 H2O   →   Na2[Sn(OH)6]
Dạng khan cũng có thể được điều chế từ thiếc dioxide bằng cách rang với natri cacbonat trong môi trường hỗn hợp cacbon monoxit / cacbon dioxide:
SnO2   +   Na2CO3   →   Na2SnO3   +   CO2

## Cấu trúc
Anion là một phức hợp phối hợp có hình dạng bát diện, tương tự như hầu hết các stannat khác, chẳng hạn như anion hexaclorostannat (SnCl6)2-. Khoảng cách liên kết Sn-O trung bình là 2,071 Å.